# Denny Bautista
Denny M. Bautista Germán (nacido el 23 de agosto de 1980 en Sánchez) es un lanzador dominicano que se encuentra en la organización de Hanwha Eagles en la Liga Coreana. Jugó en las Grandes Ligas de Béisbol para los Orioles de Baltimore, Reales de Kansas City, Rockies de Colorado, Tigres de Detroit, Piratas de Pittsburgh, y Gigantes de San Francisco.

## Primeros pasos
Bautista tuvo una breve conexión con la Major League Baseball: cuando era un adolescente lanzó en un estadio en construcción por los peloteros profesionales Pedro Martínez, Ramón Martínez y Juan Guzmán. Pedro, quien entonces era uno de los lanzadores abridores más destacados del béisbol, fue mentor de Bautista y entrenó con él durante la temporada baja. Bautista confirmó finalmente que él y Martínez son primos segundo por parte de madre.

## Carrera

### Florida Marlins
Los Marlins de la Florida firmaron a Bautista el 21 de junio del 2000, y lo asignaron a los Gulf Coast Marlins, su filial de ligas menores. Abrió 11 partidos para los Marlins, registrando un récord de 6-2 con una efectividad de 2,43. Dividió 2001 entre los equipos de Single-A, Utica Blue Sox y Kane County Cougars, terminando con un combinado total de 6-2 con una efectividad de 3.23. Lanzó en 2002 con otro equipo de Single-A, Jupiter Hammerheads, donde terminó con 4-6 y una efectividad de 5.01. Se recuperó en 2003, lanzando para Jupiter Hammerheads y luego para el equipo Doble-A, Carolina Mudcats, terminando con 12-9 en el año con una efectividad mejorada de 3.42.

### Baltimore Orioles
El 31 de agosto de 2003, los Marlins canjearon a Bautista y otro jugador de ligas menores Don Levinski a los Orioles de Baltimore por el veterano Jeff Conine. Los Orioles asignaron a Bautista al equipo Doble-A, Bowie Baysox, donde terminó con 3-5 y una efectividad de 4.71 durante la temporada 2004. Fue durante este año en el que Bautista hizo su debut en Grandes Ligas: los Orioles los llamaron como parte de una reorganización del roster, hizo su primera aparición, como relevista, el 25 de mayo de 2004 contra los Yankees de Nueva York. Se las arregló para retirar a los bateadores en la parte baja de la primera entrada, pero luego se metió en dificultades y entregó cuatro carreras y tres hits. Después de una segunda aparición como relevista en medio de una segunda barrida de tres juegos de los Orioles por los Yankees, Bautista fue enviado de vuelta a Bowie Baysox. Un mes después, los Orioles lo cambiaron a los Reales de Kansas City por el relevista veterano Jason Grimsley.

### Kansas City Royals
Los Reales asignaron a Bautista al equipo Doble-A, Wichita Wranglers, donde terminó con récord de 4-3 y una efectividad de 2.52. Después de una pretemporada productiva en 2005, Bautista fue colocado en la rotación de abridores de los Reales; abrió siete partidos, terminando con récord de 2-2 y una efectividad de 5.80 antes de que una tendinitis en el hombro lo pusiera en la lista de lesionados para el resto de la temporada. El 8 de abril de 2005, Bautista ganó su primer juego de Grandes Ligas, deteniendo el bate de los Angelinos de Anaheim en ocho entradas lanzadas.
Al comienzo de la temporada 2006, Bautista estaba otra vez en la rotación de abridores de los Reales, pero después de un mal comienzo, terminando con 0-2 y una efectividad de 5.66, los Reales lo enviaron al equipo Triple-A, Omaha Royals. Allí continuó batallando, y el 1 de agosto los Reales lo cambiaron junto a Jeremy Affeldt a los Rockies de Colorado por Ryan Shealy y Scott Dohmann.

### Colorado Rockies
Los Rockies asignaron a Bautista al equipo Triple-A, Colorado Springs Sky Sox, donde fue abridor en seis partidos antes de ser llamado a los Rockies en septiembre. Apareció en cuatro juegos, tres de ellos en relevo. Comenzó la temporada 2007 en el bullpen, pero fue enviado a los Colorado Springs Sky Sox en mayo, y pasó el resto de la temporada allí. El 4 de diciembre, los Rockies canjearon a Bautista a los Tigres de Detroit a cambio del lanzador José Capellán.

### Detroit Tigers
Bautista comenzó el 2008 con los Tigres en el papel de relevista, a menudo lanzando en la octava entrada, como el "preparador" del veterano taponero Todd Jones. Debido al regreso de Joel Zumaya, Bautista fue designado para asignación y canjeado a los Piratas de Pittsburgh el 25 de junio de 2008 por el lanzador derecho Kyle Pearson.

### Pittsburgh Pirates
Bautista hizo treinta y cinco apariciones con los Piratas en 2008, todas como relevista. Después de un fuerte inicio a finales de junio y principios de julio, sus números se redujeron, y terminó el año con un récord de 4-3 y una efectividad de 6.10. Bautista era elegible para arbitraje, pero los Piratas se negaron a ofrecerle un contrato, aunque el gerente general Neal Huntington afirmó: "Nos gustaría tenerlo de vuelta." El 22 de diciembre de 2008, volvió a firmar con los Piratas.

### San Francisco Giants
El 21 de enero de 2010, Bautista firmó un contrato de ligas menores con los Gigantes de San Francisco con una invitación a los entrenamientos de primavera. Fue llamado al equipo de las Grandes Ligas el 7 de mayo de 2010. El 5 de agosto de 2010, Bautista fue designado para asignación por los Gigantes y asignado al equipo Triple-A, Fresno Grizzlies, el 11 de agosto. Se negó una asignación de ligas menores el 12 de agosto, y se convirtió  en agente libre.

### Seattle Mariners
El 14 de diciembre de 2010, Bautista firmó un contrato de ligas menores con los Marineros de Seattle, incluyendo una invitación a los entrenamientos de primavera. Más tarde fue liberado por Seattle.

### Hanwha Eagles
Bautista firmó con la organización de Hanwha Eagles en la Liga Coreana el 29 de junio de 2011.